# Oreocarya insolita
Oreocarya insolita är en strävbladig växtart som beskrevs av Macbride. Oreocarya insolita ingår i släktet Oreocarya och familjen strävbladiga växter. Inga underarter finns listade i Catalogue of Life.